# Orhan I
Orhan I (noto anche come Orhan Ghazi, turco ottomano: اورخان غازی; traslitterato anche come Orkhan; in turco Orhan Gazi, occasionalmente in italiano: Orcano; Söğüt, 1281 ca. – Bursa, marzo 1362) è stato il secondo sultano ottomano. Regnò dal 1326 circa fino alla sua morte nel 1362, rendendolo il sovrano ottomano più longevo della storia e uno di quelli col regno più lungo.
Figlio di Osman I e della sua seconda moglie Malhun Hatun, nei suoi quarant'anni di regno decuplicò l'estensione del suo beylik trasformandolo in un vero e proprio impero. In particolare, continuò la lotta contro i bizantini, iniziata da suo padre, che culminò nella vittoriosa battaglia di Pelecano (1329) contro l'imperatore Andronico III Paleologo. In seguito, Orhan s'inserì nelle guerre civili bizantine sposando Teodora, figlia di Giovanni VI Cantacuzeno, di cui sostenne le guerre prima contro Anna di Savoia (guerra civile del 1341-1347) e poi contro Giovanni V Paleologo (guerra civile del 1352-1357), ottenendo in cambio il permesso di saccheggiare la Tracia e la cessione della fortezza di Çimpe, che fu poi usata come di raccolta per la conquista di Gallipoli e della sua penisola, che a sua volta divenne la testa di ponte per le successive espansioni ottomane nell'Europa continentale. Oltre che contro i bizantini, Orhan mosse anche contro i beylik islamici dell'Anatolia, conquistando le terre dei Karasidi di Balıkesir e degli Ahis di Ankara.
Il celebre studioso e viaggiatore berbero Ibn Battuta, contemporaneo di Orhan, lo descrisse come "il più grande dei re turcomanni e il più ricco in ricchezze, terre e forze militari".

## Biografia

### Origini e primi anni
Orhan nacque da Osman I e dalla sua seconda moglie Malhun Hatun intorno al 1281, nello stesso periodo in cui Osman ascese a capo del beylik ottomano dopo la morte di suo padre Ertuğrul. È oggetto di dibattito chi fosse il maggiore fra Orhan e il suo fratellastro Alaeddin Ali, nato dalla prima moglie Rabia Bala Hatun negli stessi anni. Altre fonti datano invece la sua nascita fra il 1274 e il 1287.
Fin da ragazzo Orhan mostrò un animo guerriero ed capacità di leadership, qualità che lo portarono ad affiancare il padre in numerose delle sue campagne militari. Fu uno dei leader della presa di Bilecik nel 1298/1299 circa e guidò la conquista di Köprühisar nel 1300, che Osman ricompensò concedendogli il titolo di beylerbey e nominandolo, nella seconda metà del 1302, governatore di Karacahisar. Alla fine, intorno al 1320, l'ormai anziano Osman gli affidò la guida della sua ultima e più ambiziosa impresa, la conquista di Bursa. Orhan, consapevole di non poter prendere la città, la meglio fortificata della regione, con la sola forza, non disponendo di macchine d'assedio, conquistò invece tutte le fortezze circostanti in modo da isolarla: con la presa di Mudanya e di Praenetos (che venne rinominata Karamürsel in onore del generale che guidò l'assalto) interruppe i collegamenti fra Bursa e il Mar di Marmara; mentre con la presa di Beyce (rinominata Orhaneli) si garantì una posizione sopraelevata vantaggiosa. Inviò poi tre battaglioni, rispettivamente guidati da Konur Alp, Akça Koca e Abdurrahman Ghazi, a conquistare le coste occidentali del Mar Nero, Kocaeli e la costa marmara sudorientale, così da isolare completamente la città.
Ormai ridotta alla fame, Bursa ricevette l'ordine da parte dell'imperatore bizantino Andronico II di aprire le porte. Orhan entrò in città come conquistatore 6 aprile 1326 e il suo primo atto fu di vietare qualsiasi danno alla popolazione, dal momento che aveva accettato di pagare la jizyah. Saroz, tekfur di Bursa, fece atto di sottomissione a Orhan e accetto di convertirsi all'Islam, insieme a numerosi altri. Per il suo valore nei lunghi anni di assedio, gli venne concesso il titolo di Bey, mentre Evrenos, ex comandante della guarnigione, che aveva disertato a favore di Orhan grazie alla mediazione di Köse Mihal, venne nominato comandante della cavalleria leggera, e i suoi discendenti furono poi protagonisti dell'espansione ottomana nei Balcani. Bursa venne infine nominata nuova capitale ottomana.

### Ascesa al potere

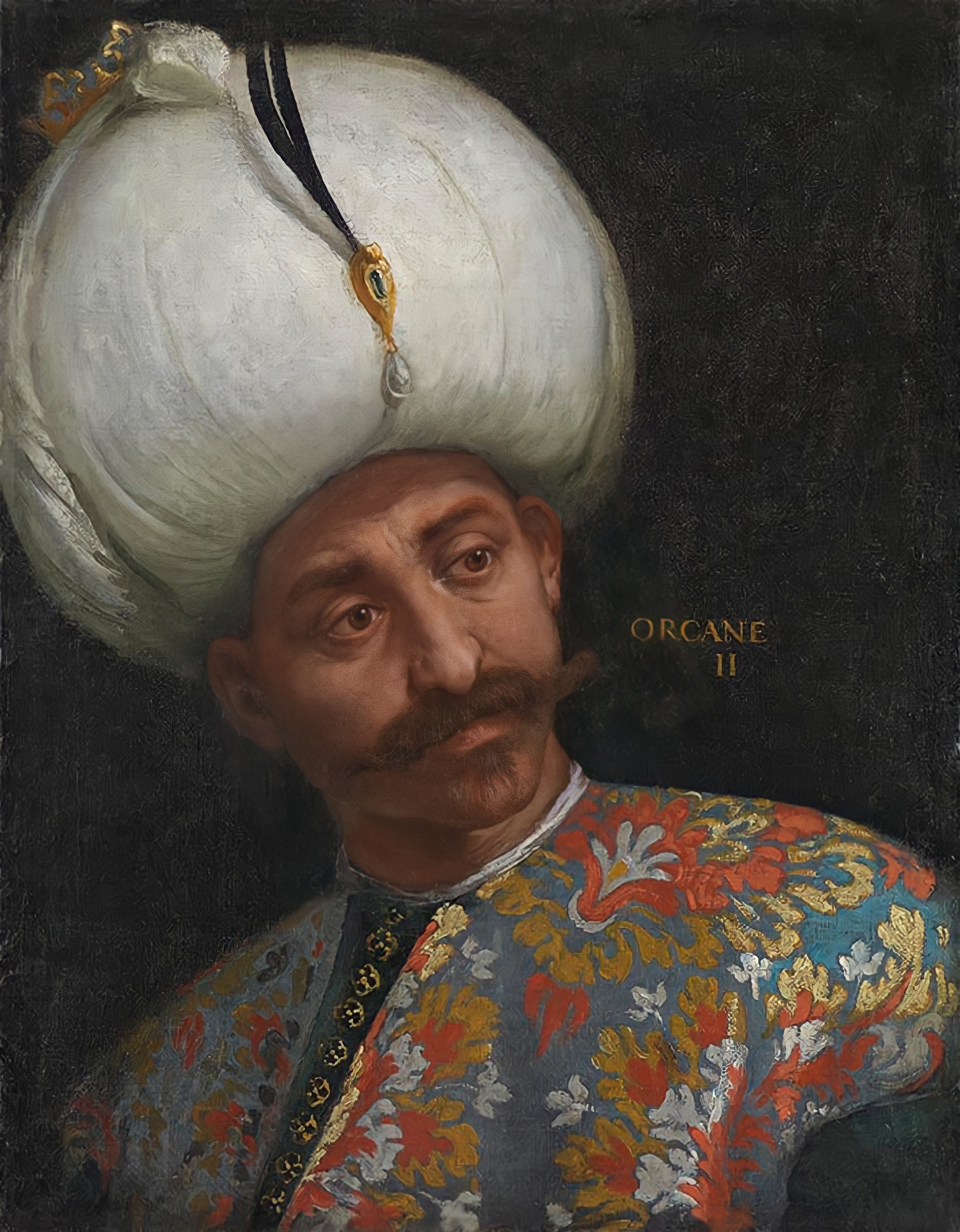
Ritratto di Orhan, Paolo Veronese, XVI secolo

Orhan fu riconosciuto dal padre come erede e ascese alla guida degli ottomani subito dopo la sua morte, in un periodo compreso, a seconda della fonte, fra il 1323 e il 1326.
Secondo la tradizione, il 21 agosto 1326 Orhan si recò dal padre, morente a Yenişehir, per comunicarli la conquista di Bursa. Immediatamente, Osman benedisse Orhan come suo erede, gli affidò le sue ultime volontà, fra cui la continuazione della sua opera di espansione, e spirò, lasciando Orhan come nuovo sovrano ottomano.
Una terza ipotesi sostiene che Osman morì nel 1326, ma che, ormai anziano, abdicò e cedette il trono a Orhan nel 1323 o 1324.
A differenza di quanto avvenne probabilmente per Osman, l'ascesa di Orhan fu pacifica: malgrado avesse diversi fratellastri, la presa di Bursa e la benedizione del padre fecero sì che Orhan venisse riconosciuto come sovrano senza opposizioni, soprattutto dopo che Alaeddin Ali, candidato più probabile dopo lo stesso Orhan, rifiutò sia la sua offerta di spartirsi il Beylik che di avere parte attiva al governo e si mise invece al servizio del fratellastro come amministratore e consigliere.

### Periodo di espansione

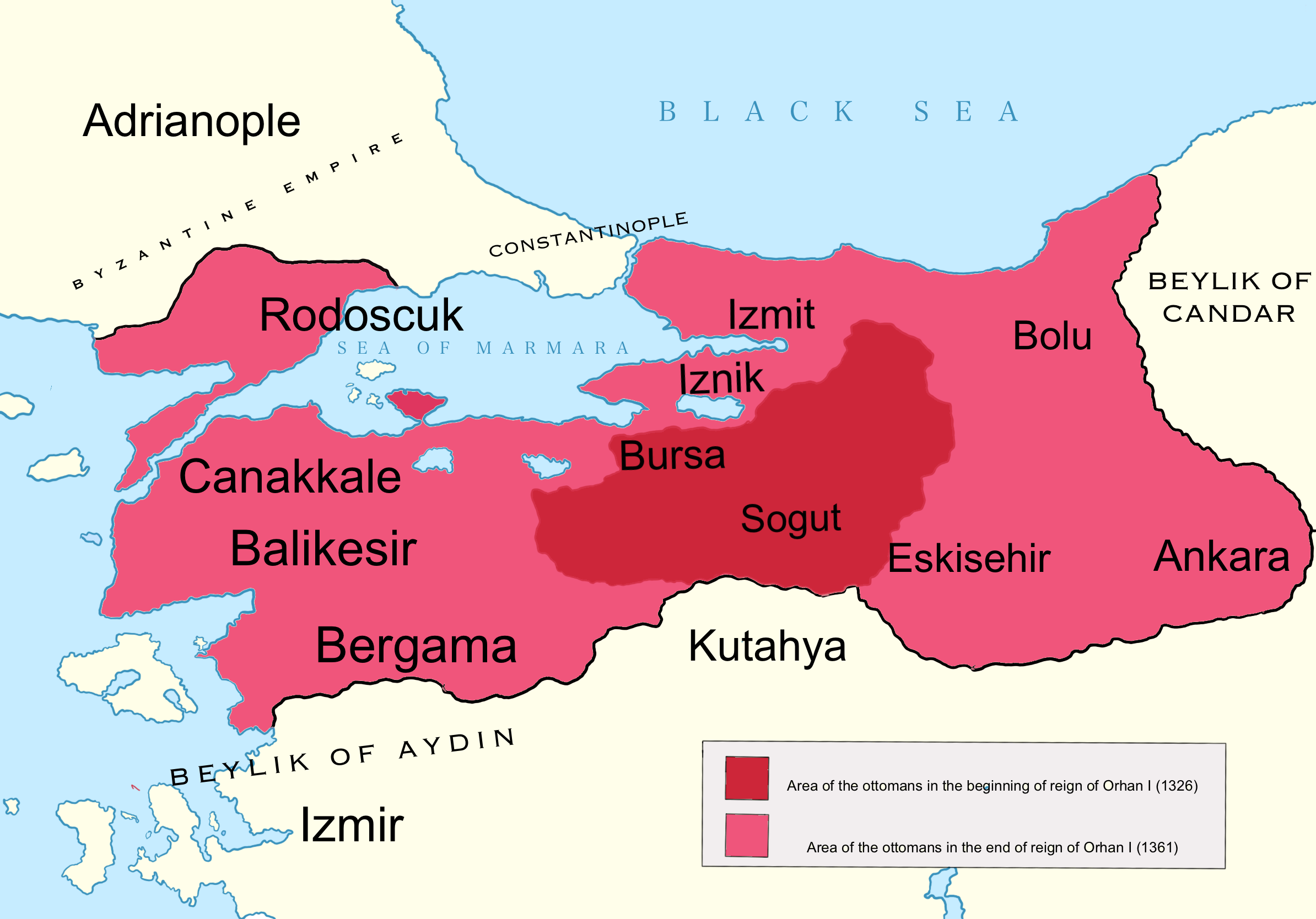
Mappa che mostra l'espansione ottomana durante il regno di Orhan.

Subito dopo aver consolidato la sua posizione a Bursa, Orhan si mosse lungo il Bosforo fino alla costa marmara, conquistando ogni città bizantina lungo il percorso, per poi mettere sotto assedio Nicea, seconda città dell'Impero bizantino dopo la capitale Costantinopoli. A quel punto, l'imperatore Andronico III Paleologo assoldò un esercito mercenario per liberare Nicea e Kocaeli. I due schieramento si scontrarono il 10 giugno 1329, nella battaglia di Pelecano, che si risolse con una vittoria completa degli ottomani: fu l'ultima volta che i bizantini sfidarono gli ottomani in campo aperto.

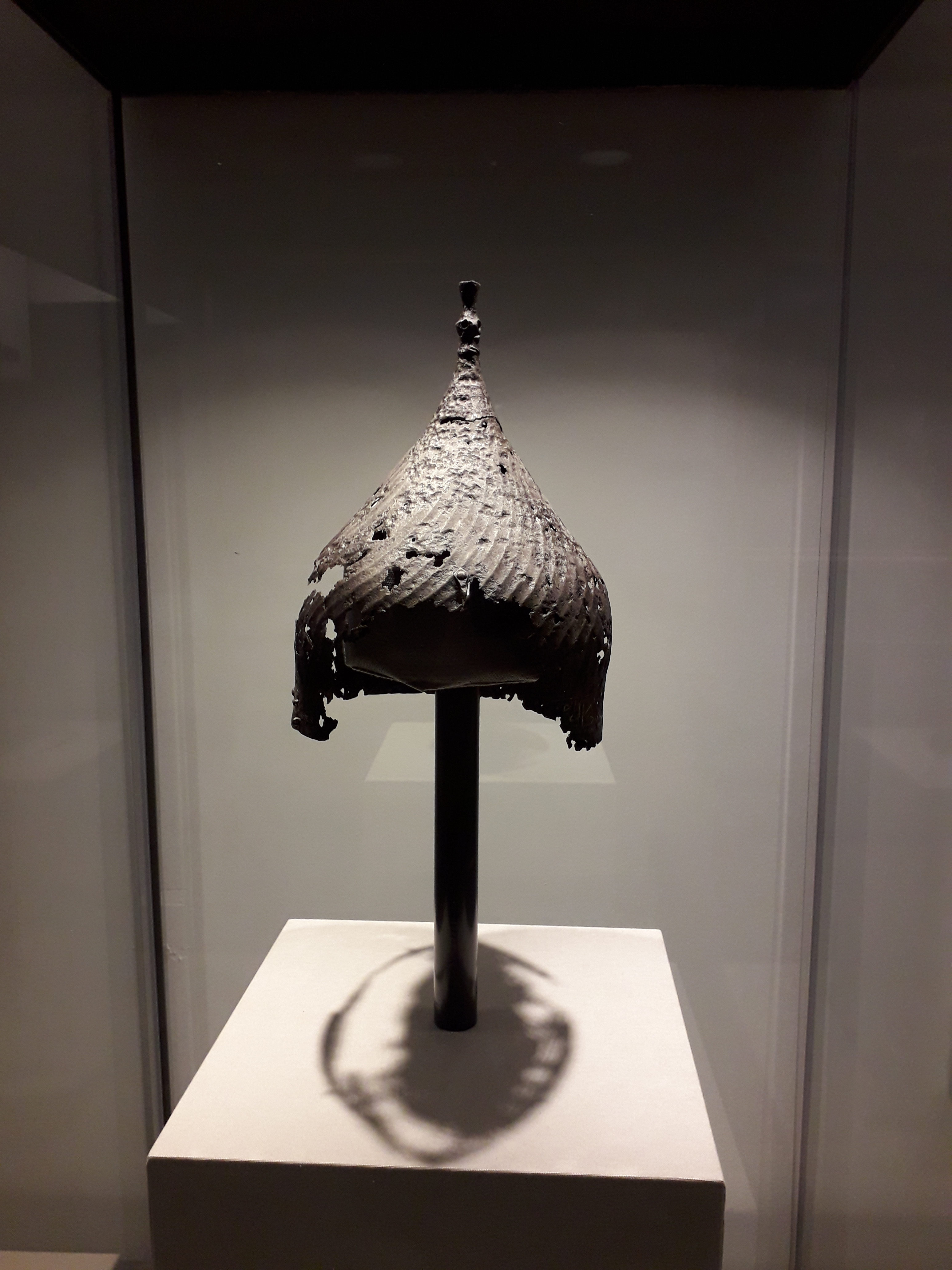
Elmo di Orhan, conservato al museo di storia militare di Istanbul.

Nicea cedette all'assedio nel marzo 1331, dopo appena tre anni di resistenza, contro i nove di Bursa. Nel 1333 Orhan conquistò Scutari e nel 1337 Nicomedia, abbandonata dal suo ultimo governatore, la principessa Maria Paleologa. Orhan assegnò la città a suo figlio Süleyman, che aveva guidato gran parte dell'assedio. A quel punto, l'intera Anatolia nordoccidentale era in mano ottomana, ad eccezione della fascia costiera fra Şile e Scrutari e della città di Amastris in Paflagonia, ultimi territori bizantini rimasti della regione.
Nel 1345, Orhan diresse la sua ambizione contro i vicini beylik islamici, atto estremamente offensivo per l'Islam, secondo cui le terre in mano ai mussulmani dovevano essere dimore di pace e non dovevano essere attaccate da correligionari, a differenza delle terre in mano a popoli di altre fedi, che erano invece dimore di guerra e legittimi bersagli della jihad, la guerra santa. Fu quindi necessario a Orhan agire con estrema abilità per evitare conseguenze politiche potenzialmente disastrose.
Nel caso di Karasidi, Orhan approfittò della guerra civile scoppiata fra Demirhan Bey e Dursun Bey, i due figli dell'ultimo sovrano, da poco defunto, e guidò il suo esercito nella regione presentandosi come agente pacificatore. Nel 1342, conquistò Ulubad, Karacabey (Mihaliç) e Mustafakemalpaşa (Kirmatı), per poi muovere direttamente verso i due principi nel 1345. Dopo aver respinto i due contendenti a Pergamo, uccise Dursun e prese prigioniero Demirhan, da cui ottenne la cessione di tutti i territori Karasidi, più le città di Pergamo, Paleocastro, Manyas, Edincik ed Erdek; espandendo così il Beylik ottomano fino a Çanakkale, sul lato anatolico dei Dardanelli.
A questo punto, il Beylik ottomano, sempre più simile a un Impero, arrivò a contare quattro province:
- Söğüt ed Eskişehir, ovvero i territori originali concessi in dominio a Ertuğrul, nonno di Orhan;
- Bursa e İznik, sottoposti al controllo diretto del sovrano e perciò detti Hüdavendigar;
- İzmit e la penisola di Koca Eli;
- Pergamo e Balıkesir (ex Paleocastro), ovvero i territori karasidi appena acquisiti.

### Periodo di consolidamento
All'acquisizione di Karasidi seguì un ventennio di pace e stabilità, caratterizzato dall'assenza di ulteriori espansioni ad eccezione, nel 1354, di Ankara e del suo territorio, che Orhan acquisì dalla corporazione degli Ahis (di cui aveva fatto parte Edebali, nonno materno di Alaeddin Ali, e che erano forti sostenitori degli ottomani fin dalla fondazione del beylik). Orhan dedicò questi anni alla politica interna e alla costruzione del suo nuovo regno, creando nuove istituzioni civili e militari, costruendo scuole e moschee e finanziando ampi progetti edilizi, sia civili che amministrativi che regali, emanando riforme economiche e giudiziarie, oltre che promuovendo la costruzione di una forza navale ottomana. Instaurò anche relazioni pacifiche coi vicini, sia coi beylik islamici che con l'impero bizantino, che aveva ormai rinunciato alla riconquista dell'Anatolia.
Tuttavia, tale periodo si concluse con lo scoppio della guerra civile bizantina (1341-1347), che vedeva contrapposto Giovanni VI Cantacuzeno all'imperatrice vedova Anna di Savoia. Nel gennaio 1346 Giovanni cercò un'alleanza con Orhan, a cui, nell'estate dello stesso anno, diede in moglie sua figlia Teodora in una lussuosissima cerimonia, un'unione che fu uno dei primi esempi di matrimonio fra principesse cristiano ortodosse e sovrani mussulmani nell'area. La condizione per il matrimonio fu però che Teodora non si sarebbe convertita, ma sarebbe rimasta cristiana. Tali unioni avrebbero infine dato vita al topos letterario della "principessa di Trebisonda", che raccontava di una principessa cristiana costretta a sposare un principe mussulmano ma che rimaneva ferma nella sua devozione cristiana. Il topos, ripreso spesso in campo artistico e associato in particolare a San Giorgio, doveva fungere da ispirazione per una grande crociata, mai realizzata.
L'anno seguente Teodora partorì l'ultimo dei figli di Orhan, Halil, e la coppia col bambino si recò in visita da Giovanni a Chrysopolis, vicino Costantinopoli, dove Giovanni concesse a Orhan il permesso di razziare la Tracia come ringraziamento per il supporto fornito in guerra.

### Declino dell'Impero bizantino

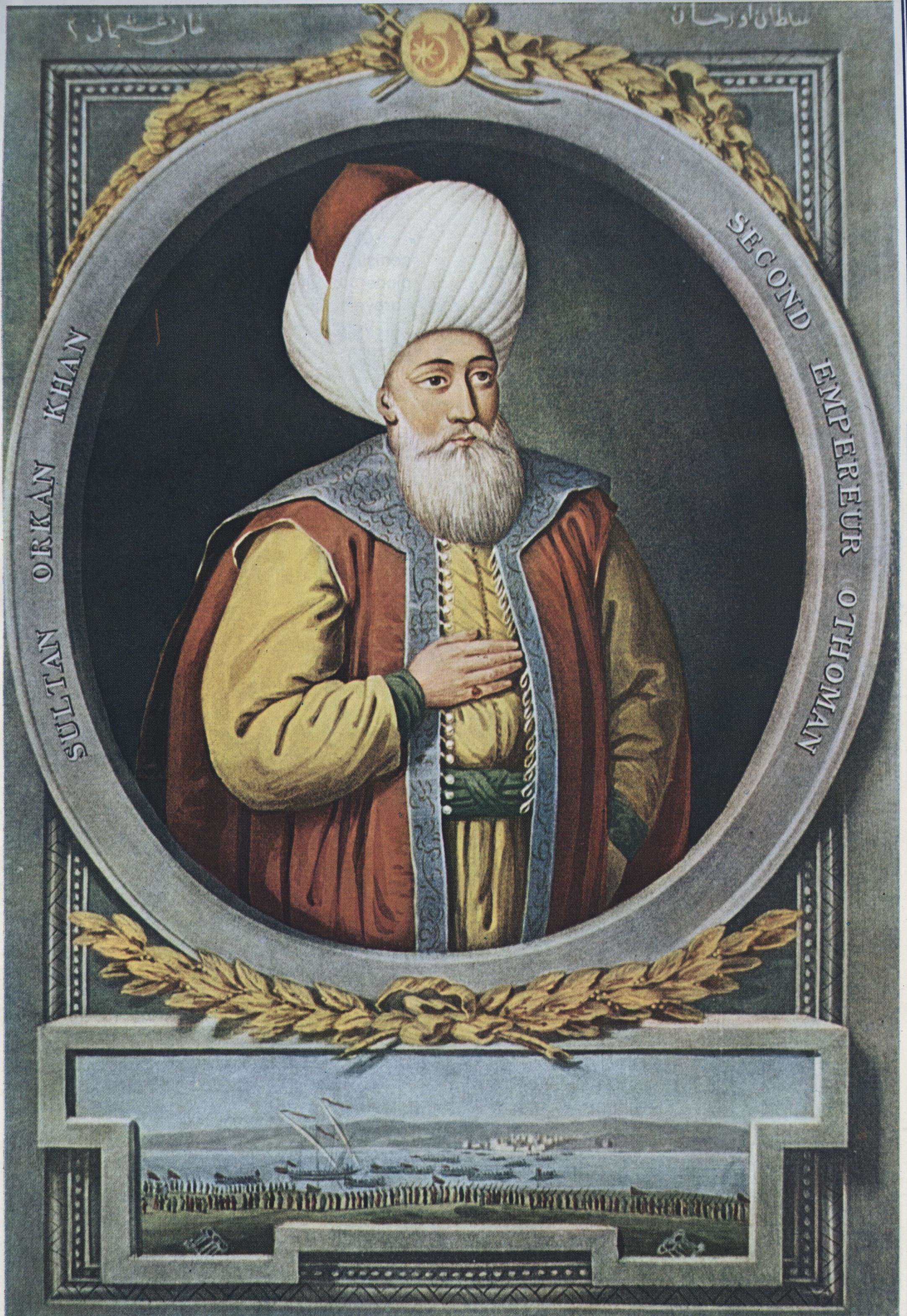
Ritratto di Orhan Ghazi

Alla conclusione della guerra civile nel 1347, l'Impero bizantino entrò nella sua fase finale di decadenza. Minacciato lungo la frontiera anatolica dai vari popoli turcomanni, ottomani in primis, e fratturato dai continui conflitti interni, s'indebolì al punto da faticare persino a mantenere il controllo marittimo lungo i mari interni.
Di ciò approfitto Genova, che possedeva la colonia di Galata, situata sulla sponda opposta del Corno d'Oro rispetto a Costantinopoli, e che dichiarò guerra nel 1348. Nel 1352, Venezia si unì al conflitto, schierandosi con Costantinopoli, al che i genovesi chiesero invece supporto agli ottomani. Orhan accettò, dal momento che i veneziani stavano minacciando anche le sue province costiere e non avevano avanzato contropartite soddisfacenti, e inviò una flotta a Galata. Contemporaneamente, approfittò della situazione per inviare suo figlio Süleyman a conquistare Tzympe (Çimpe), sulla sponda occidentale dei Dardanelli, che divenne la prima conquista ottomana nell'Europa continentale. In seguito, sempre nel 1352, Süleyman insediò migranti turcomanni e ottomani nella città di Gallipoli, evacuata due anni prima in seguito a un terremoto, e rifiutò di retrocedere malgrado le ripetute offerte pecuniarie di Giovanni VI Cantacuzeno. L'imperatore chiese quindi un incontro con suo genero Orhan, che acconsentì a incontrarlo a Izmit per poi non presentarsi, adducendo come scusa l'età e la cattiva salute.
La questione non fu poi più ripresa a causa dello scoppio, nello stesso anno, di una seconda guerra civile bizantina, questa volta fra Giovanni VI e il suo co-regnante Giovanni V Paleologo. Orhan, che ricevette offerte da entrambe le parti, supportò ufficialmente Giovanni VI, ma in realtà il suo comportamento fu spesso ambiguo, sapendo che la sua prosecuzione avrebbe favorito gli ottomani. In cambio, Giovanni VI riconobbe la sovranità ottomana su Çimpe e Gallipoli, fino a Çorlu, occupata nel 1356. La guerra terminò nel 1357, quando Giovanni VI rinunciò alla porpora e si fece monaco.

### Ultimi anni e morte

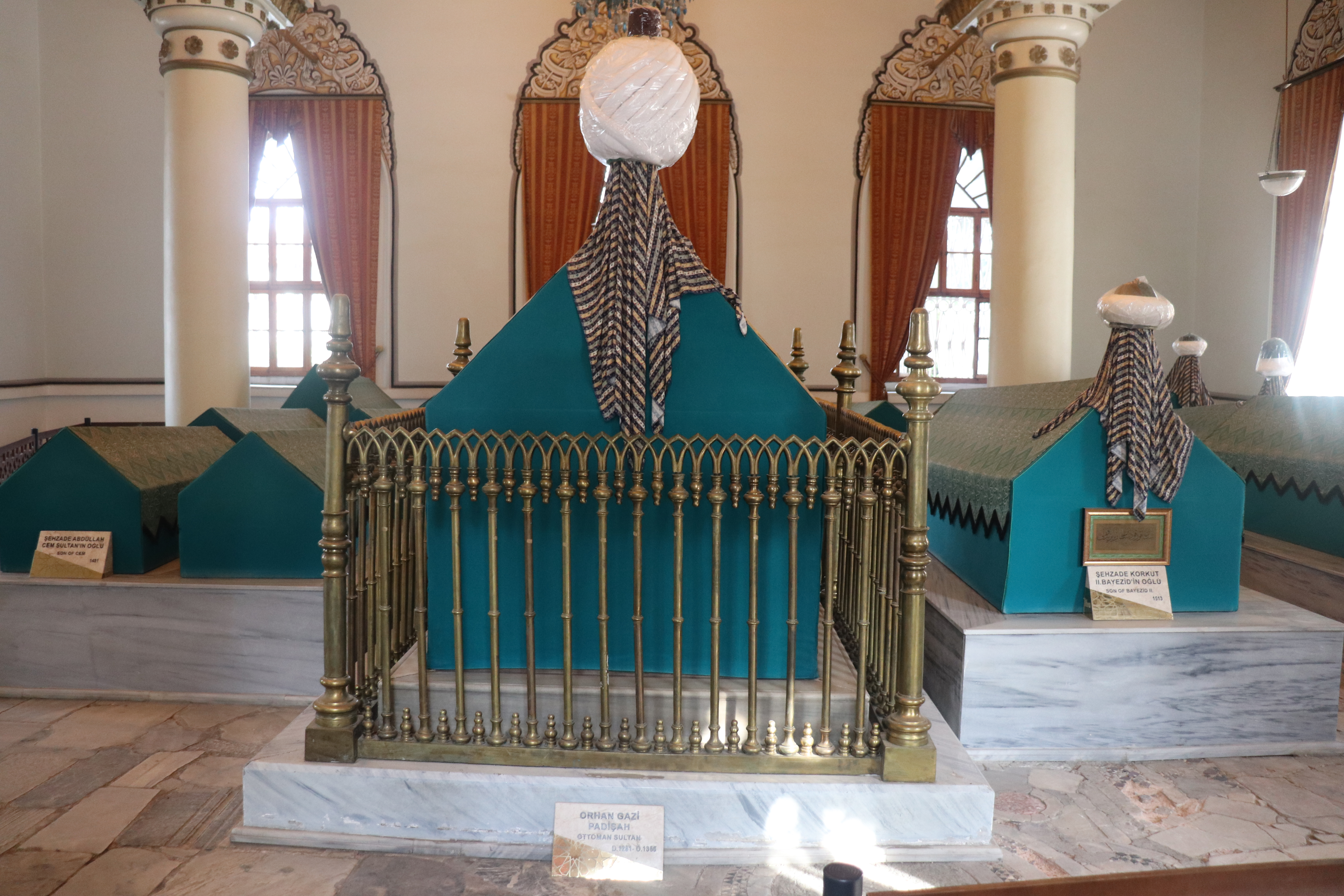
Sarcofago di Orhan nella sua türbe a Bursa.

Superata la metà del XIV secolo, Orhan era ormai logorato e godeva di cattiva salute, in particolare dopo la vicenda del rapimento da parte di pirati genovesi del figlio minore Halil nel 1356, e la morte, per una caduta da cavallo durante una battuta di caccia, del figlio prediletto ed erede presunto Süleyman nel 1357. Non molto dopo, si ritirò a Bursa e lasciò gran parte del governo nelle mani del nuovo erede designato, suo figlio Murad.
Morì nel marzo 1362 a Bursa, a circa ottant'anni, rendendolo il sovrano ottomano più longevo. Aveva regnato per quasi quarant'anni, uno dei regni più lunghi della storia ottomana. Venne sepolto nella sua türbe a Bursa, oggi nota come Gümüşlü Kumbet.

## Giannizzeri

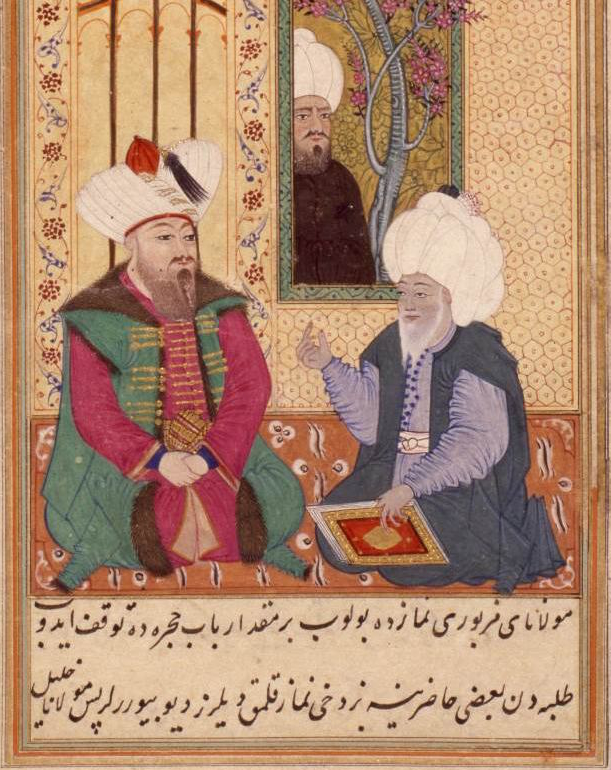
Orhan Ghazi conversa con suo fratello Alaeddin, Miniatura ottomana

Una delle riforme più importanti e durature di Orhan fu quella militare, elaborata insieme al fratellastro Alaeddin, e che previde la creazione di un corpo militare permanente chiamato giannizzeri, circa un secolo prima della creazione delle quindici compagnie di Carlo VII di Francia, generalmente considerato il primo esercito permanente moderno.
In precedenza, la regola prevedeva che l'esercito fosse formato da vassalli e volontario, convocato di volta e in volta e sciolto alla fine di ogni campagna, pagato col bottino di guerra. Alaeddin propose invece la creazione di un corpo formato da truppe professionali, permanenti e stipendiate, che sarebbero rimasta a costante disposizione del sovrano, e che inizialmente fu chiamato yaya, o pidaye, e in seguito giannizzeri. Il metodo di reclutamento fu invece elaborato da Çandarlı Kara Halil Hayreddin Pasha (la cui moglie era la sorella della moglie di Edebali, nonna materna di Alaeddin), che propose la devşirme (tassa del sangue): essa prevedeva di arruolare una percentuale di uomini fra le popolazioni sconfitte, oppure di richiedere un certo quantitativo di bambini da addestrare come future reclute, creando così una catena costante che spesso spingeva ad arruolarsi anche amici e parenti dei reclutati. In seguito, le reclute, adulte o bambine, furono ottenute anche tramite la compravendita di schiavi.
In breve, i giannizzeri divennero l'elité dell'esercito ottomano, temuti ovunque, e, seppur formalmente schiavi, guadagnarono nei secoli sempre più potere, fino a divenire i principali artefici delle ascese e delle deposizioni, e occasionalmente degli omicidi, di diversi sultani. Per questo motivo, dopo alcuni tentativi falliti da parte di Osman II e Selim III, il corpo fu infine abolito nel 1826 per decreto di Mahmud II.

## Titolo
Sebbene generalmente si ritiene che il primo sovrano ottomano ad assumere ufficialmente il titolo di sultano sia stato Murad I, figlio di Orhan, esistono prove che suggeriscono invece che il titolo di sultano fu usato anche da Orhan stesso, almeno occasionalmente.
In particolare, sono state ritrovate monete da lui coniate dove viene nominato come "Sultan-ı Azam Orhan Bey", nonché documenti da lui firmati come "Sultan Orhan". Fu anche il primo sovrano ottomano ad avere una tughra a suo nome, un segno che può essere considerato distintivo della regalità islamica.
Ibn Battuta, suo contemporaneo, si riferisce a Orhan, e perfino a suo padre Osman, con il titolo di sultano.

## Aspetto fisico e personalità
Orhan venne descritto come un uomo biondo, dalla pelle chiara e gli occhi azzurri, alto e dalla corporatura robusta, col petto ampio e massiccio. È spesso sottolineato che aveva un caratteristico neo su un orecchio.
Fu descritto come una persona cauta, equilibrata e morale, dotata di grande determinazione e compassione. Si diceva che fosse molto attento ai problemi del suo popolo e che spesso si mescolava a loro vestito in abiti comuni per ascoltarne le opinioni e le critiche senza filtri, e che fosse particolarmente rispettoso verso gli ulema.

## Famiglia

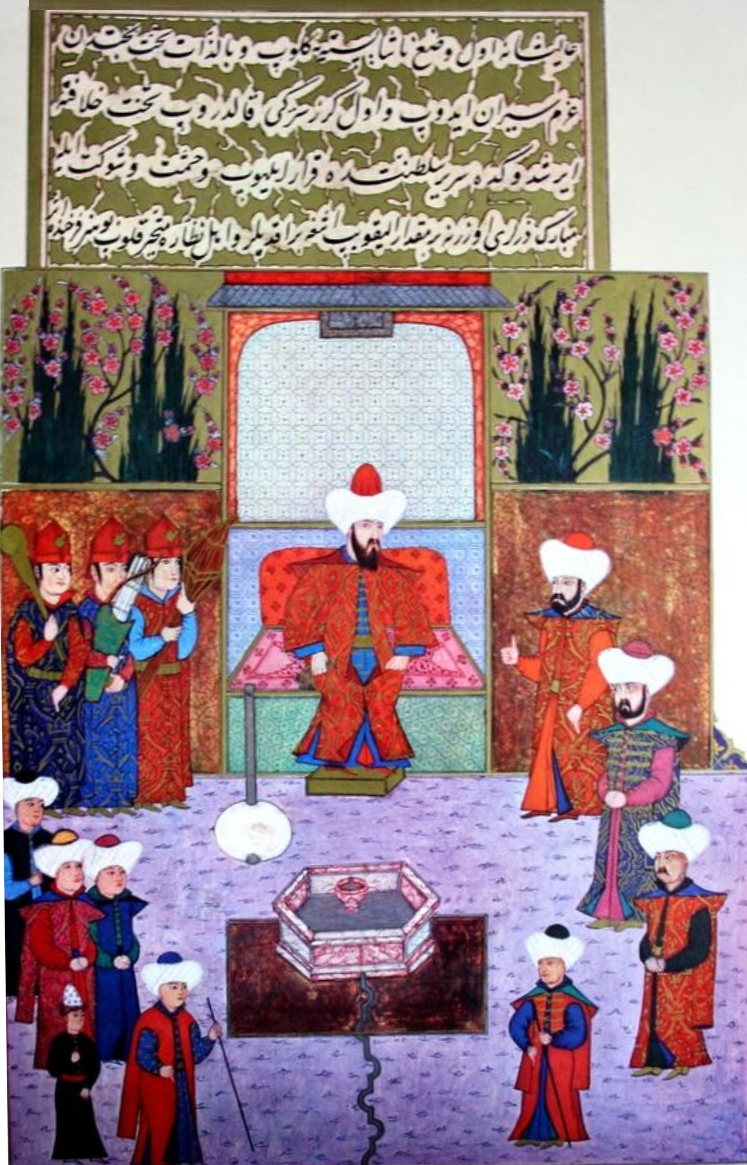
Orhan coi suoi visir, miniatura ottomana

### Consorti
Orhan I aveva almeno sette consorti:
- Bayalun Hatun. Chiamata anche, fra le diverse varianti, Baylun, Bilun, Suilun, Biliven e Niliven. È possibile fosse la figlia del tekfur bizantino di Bilecik che venne rapita dagli ottomani nel 1298/1299, durante l'attacco alla fortezza di suo padre, e quindi data a Orhan come concubina, anche se altri ipotizzano che questa potesse essere Asporça. Era la consorte di Orhan che accolse Ibn Battuta a Bursa nel 1331[29][30][32].
- Efendize Hatun. Chiamata anche Efendi, Eftendize o Efendire Hatun, era figlia di Akbaşlı Gündüz Bey, fratello di Osman I, e quindi cugina di Orhan. Era la madre di Süleyman Pasha, malgrado la tradizione scriva che sua madre fosse Nilüfer[4][30][33].
- Asporça Hatun. Nobildonna di origini greco-bizantine, il suo vero nome era Holofira (o Olivera o Glafira). Era la prima moglie legale di Orhan e madre di due figli e due figlie. Favorita di Osman I, padre di Orhan, che le concesse la proprietà di numerosi villaggi. Potrebbe essere la figlia del tekfur di Bilecik, mentre secondo una leggenda, era una principessa bizantina, figlia di Andronico II o Andronico III Paleologo[9][31][34].
- Melek Hatun. Era nipote di Orhan, in quanto figlia del suo fratellastro Melik Bey. Era la madre di Sultan Hatun[4].
- Nilüfer Hatun. Concubina schiava di origini greche, madre di Murad I[30][33][35].
- Teodora Cantacuzena. Figlia di Giovanni VI Cantacuzeno e seconda moglie legale di Orhan, che sposò nel 1346. Rimasta cristiana anche dopo il matrimonio, si impegnò per tentare di convincere i conversi mussulmani a tornare al cristianesimo. Era la madre di Halil Bey[20].
- Teodora Uroš (morta nel 1352/1354). Figlia del despota serbo Stefano IV Uroš e di Elena di Bulgaria. Sposò Orhan intorno al 1351, quando aveva solo dodici anni, mentre lui circa settanta[29].

### Figli
Orhan I aveva almeno sei figli:
- Süleyman Pasha (1306[37] - 1357) - con Efendize Hatun[30][33][38]. Figlio prediletto di Orhan e suo erede presunto, fu a capo delle campagne di espansione in Tracia e Rumelia. Morì per una caduta da cavallo durante una caccia.
- Ibrahim Bey (1310 - 1362, sepolto nel mausoleo di Osman I) - con Asporça Hatun. Governatore di Eskişehir, venne giustiziato dal fratellastro Murad I, che lo fece strangolare coi suoi figli.
- Şerefullah Bey - con Asporça Hatun.
- Kasım Bey (? - 1346).
- Murad I (1326 - 1389) - con Nilüfer Hatun. Sovrano dell'Impero ottomano dopo il padre, fu il primo ad assumere ufficialmente il titolo di Sultano.
- Halil Bey (1347 - 1362) - con Teodora Cantacuzena. Da bambino, venne rapito dai pirati genovesi e riscattato con l'aiuto di Giovanni V Paleologo, cognato di sua madre. Successivamente, Halil sposò la figlia di Giovanni, Irene Paleologa, da cui ebbe due figli. Alla morte di suo padre, venne fatto strangolare coi suoi figli dal suo fratellastro Murad I, nuovo sultano.

### Figlie
Orhan I aveva almeno quattro figlie:
- Hatice Hatun. Sposò Süleyman Bey, figlio di Saru Batu Savci Bey e cugino di Orhan. Ebbero due figli, Hamza Bey (che ebbe un figlio, Mehmed Bey) e Mustafa Bey (che ebbe un figlio, Osman Bey), e due figlie, Ilaldi Hatun e Fatma Hatun.
- Selçuk Hatun - con Asporça Hatun. Sposò Süleyman Bey, figlio di Mehmed di Aydin.
- Fatma Hatun - con Asporça Hatun. Sepolta nel mausoleo di suo padre a Bursa.
- Fülane Sultan Hatun (1324-1347) - con Melek Hatun.

## Eredità
Ricordato come il terzo dei padri fondatori ottomani e come colui che portò gli ottomani nell'era imperiale, con la creazione di un vero e proprio stato moderno, Orhan lasciò un'eredità sia civile che militare.
Noto principalmente per l'enorme espansione territoriale avvenuta durante il suo regno, e in particolare l'inizio della conquista della Rumelia, Orhan fu anche un grande costruttore, che finanziò la costruzione di almeno undici madrase, cinque moschee (a Bursa, Adapazari, Kandira, Gebze e Kocaeli) e numerosi imaret, caravanserragli (di cui uno a Bursa con oltre 75 stanze) e hammam, molti dei quali ancora esistenti.
In campo economico, riformulò il sistema monetario ottomano introducendo le akche d'argento, e sostituendo il sistema pronoia bizantino e quello ikta selgiuchide con quello timar ottomano.
Ideò anche il concetto di tughra, che divenne la firma calligrafica tipica dei sultani ottomani. Sono note quattro tughre a nome di Orhan: 
| Tughre di Orhan |  |  |  |
|                 |  |  |  |

Giorgio Pachimere definì Orhan "il più energico degli emiri turchi in lotta con Bisanzio", mentre Ibn Battuta, studioso berbero, viaggiò spesso nei territori di Orhan fra il 1330 e il 1347 e gli dedicò ampi brani dei suoi diari:
"Il più grande dei re dei turcomanni e il più ricco di ricchezze, terre e forze militari. Di fortezze ne possiede quasi un centinaio, e per la maggior parte del suo tempo è continuamente impegnato a farne il giro, rimanendo in ciascuna fortezza per alcuni giorni per rimetterla in buon ordine ed esaminarne lo stato. Si dice che non sia mai rimasto un mese intero in nessuna città. Inoltre combatte continuamente con gli infedeli e li tiene sotto assedio".

## Cultura popolare
- Nella serie televisiva turca Kuruluş: Osman (2019) è interpretato dagi attori turchi Aybars Kartal Özson (bambino) ed Emre Bey (adulto).